# Jules Holzapffel
Jules Holzapffel, auch Jules Holtzapffel (* 1826 in Straßburg; † 12. April 1866 in Paris) war ein französischer Maler.

## Leben und Werk
Holtzapffel war der Sohn des Kaufmanns Egide Théodore Holzapffel und dessen Frau Hélène Eléonore Jacobée (geborene Thomassin). Das in Straßburg lebende Paar hatte insgesamt vier Kinder: Frédéric Ernest Holtzapffel, Jules Holtzapffel, Louise Elisa Holtzapffel und Camille Holtzapffel. Nach dem frühen Tod der Mutter wuchsen die Kinder als Halbwaisen auf. Holzapffel war gemeinsam mit Jules Ravel und François Nicolas Chifflart (1825–1901) Schüler im Pariser Atelier des Malers Léon Cogniet. Er stellte ab 1852 jährlich seine Arbeiten im Salon de Paris aus. Zu seinen Werken gehören vorwiegend Genrebilder und Porträts. 1866 lehnte die Jury des Pariser Salons seine Werke ab, woraufhin er sich das Leben nahm, indem er sich in seiner Wohnung erschoss. In seinem Abschiedsbrief soll er geschrieben haben:

« Les membres du jury me refusent, donc je n’ai pas de talent… il faut mourir »

„Die Mitglieder der Jury haben mich abgewiesen. Das heißt, dass ich kein Talent habe. Deshalb muss ich sterben“

Dieser Suizid wurde durch die Presse bekannt. Holtzapffels gewaltsamer Tod und die Veröffentlichung seines Abschiedsbriefes sorgten für heftige Reaktionen gegen die vermeintlich herzlosen Juroren. Der Schriftsteller Émile Zola verfasste daraufhin den vielbeachteten Artikel Un suicide, der am 19. April 1866 in der Zeitschrift L’Événement erschien, ohne jedoch Holzapffel namentlich zu nennen. Hierin klagte er das Jury-System des Salons an.
Manche Autoren halten es für möglich, dass Zolas Schilderung Édouard Manet zu seinem Gemälde Der Selbstmörder anregte. Dieser mögliche Zusammenhang ist jedoch umstritten.

## Werke in öffentlichen Sammlungen
- La mère mourante (Die strebende Mutter), 1851, Musée d’Art Moderne et Contemporain, Straßburg[8]
- L’orphelin (Das Waisenkind), 1851, Musée d’Art Moderne et Contemporain, Straßburg[9][10]